# Cahabón
Cahabón är en kommunhuvudort i Guatemala.   Den ligger i departementet Departamento de Alta Verapaz, i den centrala delen av landet, 130 km nordost om huvudstaden Guatemala City. Cahabón ligger 522 meter över havet och antalet invånare är 4 671.
Terrängen runt Cahabón är huvudsakligen kuperad, men åt nordväst är den bergig. Runt Cahabón är det ganska tätbefolkat, med 75 invånare per kvadratkilometer. Närmaste större samhälle är Senahú, 18,6 km söder om Cahabón. I omgivningarna runt Cahabón växer huvudsakligen savannskog.